# Kumenan, Okayama
Kumenan (久米南町 Kumenan-chō) là thị trấn thuộc huyện Kume, tỉnh Okayama. Tính đến ngày 1 tháng 10 năm 2020, dân số ước tính thị trấn là 4.530 người và mật độ dân số là 58 người/km². Tổng diện tích thị trấn là 78,65 km².

## Nhân khẩu

### Dân số
Theo dữ liệu điều tra dân số của Nhật Bản, dân số thị trấn Kumenan đạt đỉnh vào năm 1950. Từ năm 1960 đến nay, dân số có xu hướng giảm dần.